# Gonohe
Gonohe (japanska: 東北町?, Gonohe-machi) är en landskommun (köping) i Aomori prefektur i Japan.  